# Никольское (Алтайский район)
Нико́льское — село в составе Куяганского сельсовета Алтайского района Алтайского края

## География
Расположено в 27 км юго-западнее райцентра Алтайское и в 10 км у северу от села Куяган, на реке Баранча, в предгорьях Алтая, высота над уровнем моря 602 м.

## История
В «Хозяйственно-статистическом описании крестьянских волостей Алтайского округа», составленном в 80-х годах XIX века Н. А. Вагановым, А. А. Вагановым и А. П. Ухтомским, в пределах Алтайской волости названо шесть переселенческих поселков, возникших между 10-й ревизией и 1882 годом. В первом из них, поселке Баранча, показано 60 душ переселенцев.
В «Списке населенных мест Томской губернии за 1893 год» назван поселок Никольский, он же Баранча, расположенный при впадении речки Баранча в реку Песчаную. В нём показано 30 дворов и в них 185 жителей, в том числе 105 душ мужского и 80 душ женского пола. В 1911 году в деревне Никольской на реке Баранче было 127 дворов и в них 1290 жителей. В перепись 1926 года в селе Никольском Куяганского района насчитывалось 235 хозяйств и 1363 жителя. Во всех трех источниках называется один и тот же населенный пункт, только располагался он не при в падении речки Баранча в реку Песчаную, а несколькими километрами выше у впадения в Баранчу ручья Лисуха.
Село Никольское существует и ныне, только значительно уменьшилось. По данным 1992 года, в нём жил 131 житель.

## Население
| 1882 | 1893 | 1911 | 1926  | 1992 | 1997 | 1998 |
| ---- | ---- | ---- | ----- | ---- | ---- | ---- |
| 60   | ↗185 | ↗290 | ↗1363 | ↘131 | ↘100 | ↘98  |
| 1999 | 2000 | 2001 | 2002  | 2003 | 2004 | 2005 |
| ↘97  | ↗98  | ↘92  | ↘87   | ↘86  | →86  | ↘75  |
| 2006 | 2007 | 2008 | 2009  | 2010 | 2011 | 2012 |
| ↘73  | ↘72  | ↘60  | ↘58   | ↘48  | ↘47  | ↘35  |
| 2013 |      |      |       |      |      |      |
| ↘34  |      |      |       |      |      |      |

## Люди, связанные с селом
- Конев, Александр Степанович (1916, село Никольское — 1992) — участник Великой Отечественной войны, Герой Советского Союза